# Iana Egorian
Iana Karapetovna Egorian (rusă Яна Карапетовна Егорян, n. 20 decembrie 1993, Erevan, Armenia) este o scrimeră rusă specializată pe sabie, laureată cu bronz la Campionatul Mondial de Scrimă din 2014 de la Kazan. Cu echipa Rusiei a cucerit medalia de aur la Campionatul Mondial din 2015  de la Budapesta și este triplă campioană europeană de la 2013 până în 2015.

## Palmares
Clasamentul la Cupa Mondială
| An  | 2010 | 2011 | 2012 | 2013 | 2014 | 2015 | 2016 |
| --- | ---- | ---- | ---- | ---- | ---- | ---- | ---- |
| Loc | 360  | 45   | 71   | 27   | 11   | 7    | 2    |